# Pseudacris sierra
Espèce
Synonymes
- Hyla regilla sierra Jameson, Mackey & Richmond, 1966
- Hyla sierra Jameson, Mackey & Richmond, 1966

Pseudacris sierra est une espèce d'amphibiens de la famille des Hylidae.

## Répartition
Cette espèce est endémique des États-Unis. Elle se rencontre, :
- au centre et au Nord de la Californie ;
- dans l'est de l'Oregon ;
- en Idaho ;
- dans l'ouest du Montana ;
- au Nevada.

## Publication originale
- Jameson, Mackey & Richmond, 1966 : The systematics of the Pacific tree frog, Hyla regilla. Proceedings of the California Academy of Science, sér. 4, vol. 33, p. 551-620.